# ロバート・ウィリアム・アトキンソン

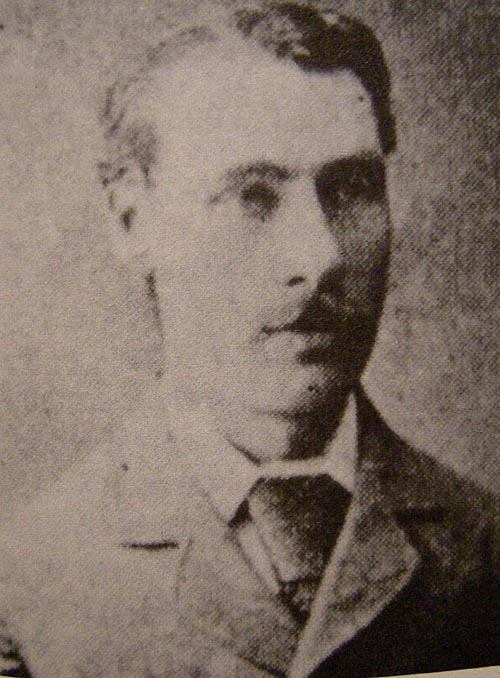
ロバート・ウィリアム・アトキンソン

ロバート・ウィリアム・アトキンソン（Robert William Atkinson、1850年 - 1929年12月10日）は、イギリス人の化学者で、明治時代に東京開成学校で教鞭を執ったお雇い外国人、教師である。1878年、東京化学会（現:日本化学会）の創立に貢献した。
弟子には桜井錠二、平賀義美、高松豊吉などがいる。

## 来歴
1850年、イギリスニューキャッスル生まれ。ロンドンの王立鉱山学校卒業後、ロンドン大学のアレキサンダー・ウィリアムソン教授の助手となる。
親日家だったウィリアムソンの推薦により、1874年（明治7年）9月9日 - 1878年（明治11年）9月8日と1879年（明治12年）2月3日 - 1881年（明治14年）7月4日に滞日し、東京開成学校および東京大学理学部で教授となり分析化学、応用化学とともに農学関係の学問を教えた。日本酒の醸造法を研究し、欧米の低温殺菌法に当たる火入れを発見したことで有名。染料の研究もしていて、日本に藍染めの衣類が多いことを見て、「ジャパンブルー」と呼んだ。
1879年（明治12年）の夏、ジクソン、中沢岩太と山行をした。東京 - 十文字峠 - 八ヶ岳 - 御岳 - 白山 - 金沢 - 富山 - 室堂 - 立山 - 黒部川 - 針ノ木峠 - 大町と行ったという。
帰国後はウェールズで製鉄所の顧問を務めた。1904年（明治37年）には勲四等に叙せられた。
その後はカーディフにて鉄鋼業者や顧問技師として活躍し、1929年12月10日、カーディフで亡くなった。

## 著書
- 『ネイチャー誌』 1878年（明治11年） - 日本酒の醸造の化学について寄稿。
- 『The Chemistry Of Sake-brewing』 1881年（明治14年）
  - 『理科会粋 第五帙 日本醸酒編』 明治15年 訳 中沢岩太、石藤豊太　東京大学出版会